# Bundesstraße 247
Pour les articles homonymes, voir Route 247.
La Bundesstraße 247, ou B 247, est une Bundesstraße de Katlenburg-Lindau à Ohrdruf.

## Géographie
La B 247 commence à Katlenburg, en Basse-Saxe, où elle croise la Bundesstraße 241. Elle mène à Gieboldehausen, où elle croise la Bundesstraße 27, puis à Duderstadt, où elle croise la Bundesstraße 446. Elle franchit l'ancienne frontière interallemande à Teistungen. Dans le Land de Thuringe, à Leinefelde-Worbis, la B 247 croise la Bundesautobahn 38. Entre Leinefelde-Worbis et Gotha, on prévoit la transformation en voie rapide, notamment pour améliorer l'accessibilité de Mühlhausen. À cet effet, on a construit des contournements locaux de Leinefelde, Dingelstädt, Bad Langensalza et Worbis. D'autres sont en projet à Großengottern, Mühlhausen et Kallmerode. Entre Bad Langensalza et Gotha, on estime la route accidentogène à cause de sa forme rectiligne qui incite à une vitesse excessive. C'est pourquoi le gouvernement fédéral a mis en place sous la supervision de l'Université technique de Dresde cinq appareils de mesure sur 15 km dans les deux sens.
La B 247 passe par le centre historique de Gotha puis à Ohrdruf.
Jusqu'au 31 décembre 2006, la B 247 allait plus loin qu'à Ohrdruf, de Suhl à Schleusingen. Cette section fut reclassée en Landesstraße 3247, notamment dans la vallée de l'Ohra. Elle était en jonction avec la Bundesautobahn 71 et la Bundesstraße 62. La section entre Ohrdruf et Schleusingen est remplacée par les autoroutes A 71 et A 73 en 2007.